# 2008 في إسبانيا
فيما يلي قوائم الأحداث التي وقعت خلال عام 2008 في إسبانيا.

## أحداث
- 1 يناير – الأزمة الاقتصادية الإسبانية
- 20 أغسطس – كارثة مطار مدريد باراخاس

## سياسة

### تعيين في المنصب
- 24 مارس – ألفريدو بيريث روبالكابا عضو مجلس النواب الإسباني  [لغات أخرى]‏.
- 25 مارس – ماريانو راخوي عضو مجلس النواب الإسباني  [لغات أخرى]‏.
- 26 مارس – خوسيه لويس ثباتيرو عضو مجلس النواب الإسباني  [لغات أخرى]‏.
- 26 مارس – ميغيل أنخيل موراتينوس عضو مجلس النواب الإسباني  [لغات أخرى]‏.
- 28 مارس – كارمي تشاكون عضو مجلس النواب الإسباني  [لغات أخرى]‏،وزير الدفاع.

### انتهاء فترة المنصب
- 15 يناير – ألفريدو بيريث روبالكابا عضو مجلس النواب الإسباني  [لغات أخرى]‏.
- 15 يناير – خوسيه لويس ثباتيرو عضو مجلس النواب الإسباني  [لغات أخرى]‏.
- 15 يناير – كارمي تشاكون عضو مجلس النواب الإسباني  [لغات أخرى]‏.
- 15 يناير – ميغيل أنخيل موراتينوس عضو مجلس النواب الإسباني  [لغات أخرى]‏.
- 1 أبريل – ماريانو راخوي عضو مجلس النواب الإسباني  [لغات أخرى]‏.

## رياضة
- 1 يناير – جائزة كتالونيا الكبرى للدراجات النارية 2008
- 1 يناير – طواف إسبانيا 2008

## أفلام
من الأفلام التي صدرت هذه السنة في إسبانيا:
- 1 يناير – تشي من إخراج ستيفن سودربرغ.
- 1 يناير – فيكي كريستينا برشلونة من إخراج وودي آلن.
- 1 يناير – ملح هذا البحر من إخراج آن ماري جاسر.

## برامج ومسلسلات وأنمي
- قلب المدينة
- هوسبيتال سنترال

## وفيات

### مايو
- 3 مايو – ليوبولدو كالبو صوطيلو (مواليد 1926) سياسي إسباني.

### سبتمبر
- 3 سبتمبر – خوان سيجارا (مواليد 1927) لاعب كرة قدم إسباني.

### ديسمبر
- 17 ديسمبر – فرانثيسكو كاسابيا (مواليد 1963) كاتب إسباني.